# Jack Allerts
Jack Allerts (Born, 23 mei 1972) is een Nederlands schrijver. 
Allerts studeerde bedrijfwetenschappen in Nijmegen. Hij werkte achtereenvolgens in Kazachstan, Zwitserland, Roemenië, Polen, Australië, Turkije en België. 
Hij woont sinds 2003 in Polen en schreef twee romans :
- De denker, de danser en de dromer (2007), waarin het verlies van een geliefde centraal staat
- Wodka, tranen & kogels (2012), over Polen van de Tweede Wereldoorlog tot het einde van het communisme.